# Géographie des Maldives
Pour un article plus général, voir Maldives.

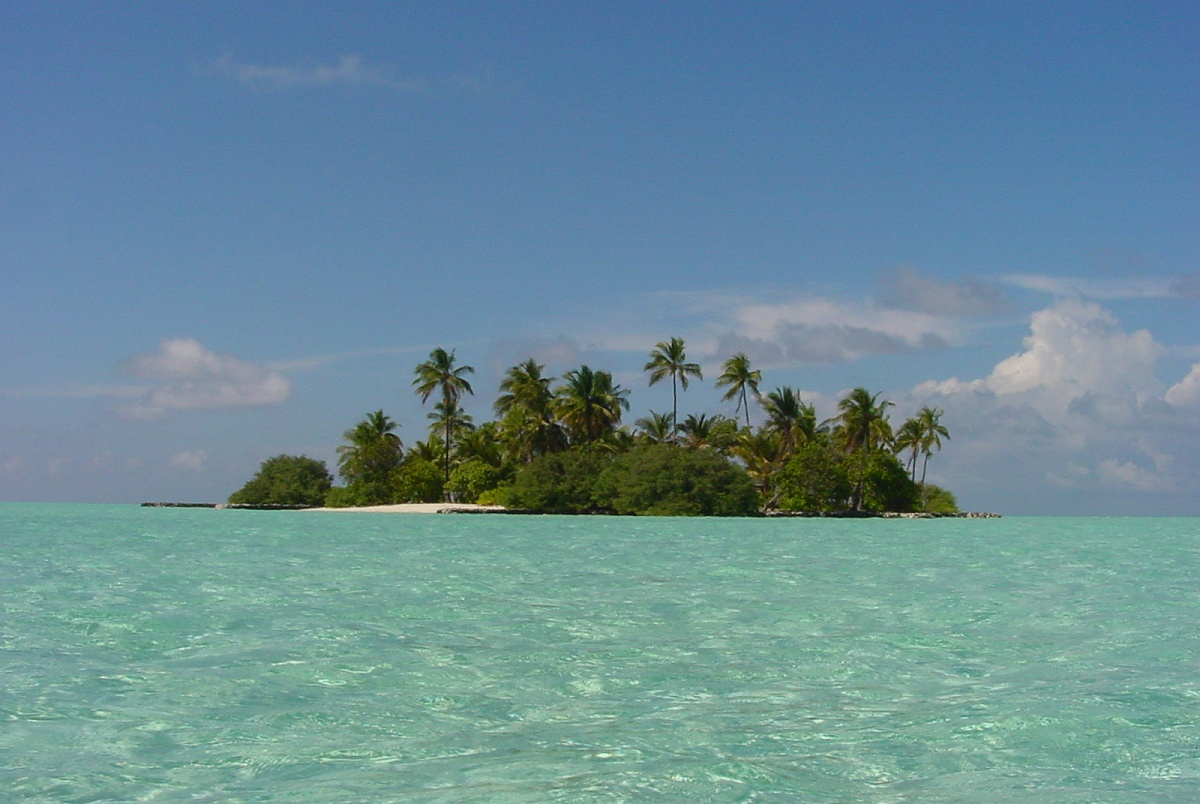
Une des nombreuses îles inhabitées des Maldives.

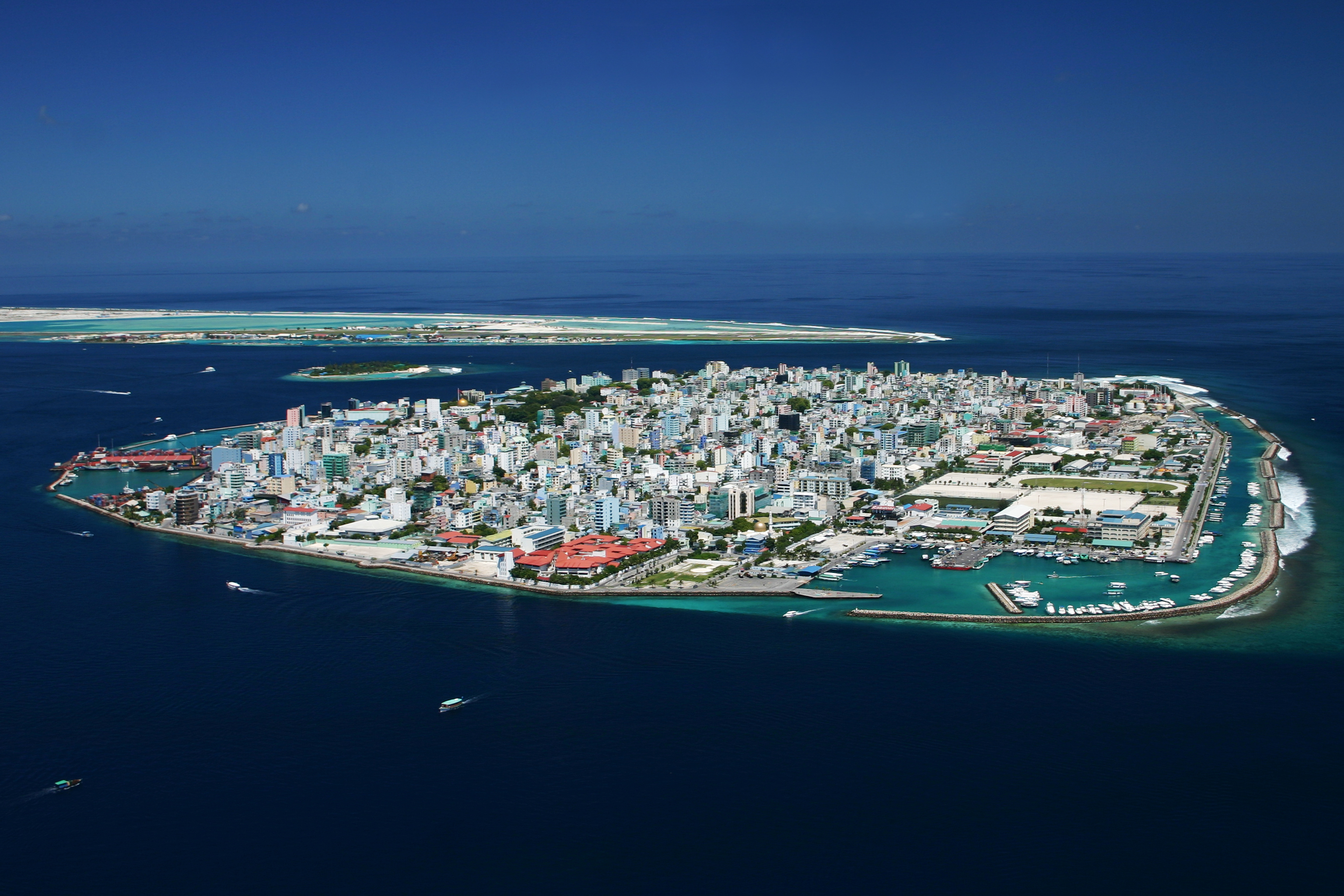
Malé, capitale des Maldives.

Coupe transversale d'un récif corallien des Maldives.

Les Maldives forment un État insulaire constitué de vingt-six atolls situés dans la mer des Laquedives. Sa superficie est de 298 km2, ce qui en fait l'un des États les plus petits au monde.

## Situation géographique
Les Maldives sont situées en mer des Laquedives à 612 kilomètres (jusqu'à Malé) au sud-ouest de l'État du Kerala, en Inde, et à 755 kilomètres au sud-ouest du Sri Lanka. Le pays est constitué de 26 atolls et trois îles isolées divisées en 20 régions administratives soit 1 199 îles au total (dont à peine plus de 200 habitées en permanence). Il s'étire du nord au sud entre le Lakshadweep et le territoire britannique de l'océan Indien (Archipel des Chagos). Les atolls occidentaux ont leurs côtes ouest baignant la mer d'Arabie tandis que les atolls orientaux appartiennent en totalité à la mer des Laquedives.
Cette myriade d'îles et d'îlots est disséminée sur une superficie extrêmement vaste (presque 90 000 km2) s'étendant sur plus de 800 kilomètres dans le sens latitudinal et 130 kilomètres dans le sens longitudinal. Nombre de ces îles constituent des îles-hôtels. 
La capitale est Malé, sur l'atoll Malé du Nord, qui est aussi la plus grande ville du pays.

## Superficie
Les Maldives sont le 186e état le plus grand du monde. Au total, la superficie des Maldives est de 298 km2. Il possède 644 km de côtes. L'archipel n'a aucune frontière terrestre.

## Revendications maritimes
Le territoire maritime des Maldives représente 120 milles marins. Sa zone économique exclusive (ZEE) mesure 200 nm. Sa zone contiguë est de 240 nm.

## Climat
Le climat des Maldives est de type tropical : chaud, humide, et plus sec au nord-est avec la Mousson de novembre à mars. Le sud-ouest est plus pluvieux, avec la mousson de juin à août.

## Relief
Le relief des Maldives est très plat. Les plages sont de sable blanc, en partie dû au mode de nutrition des poissons-perroquets. Ils croquent les algues sur les coraux vivants pour en extraire la matière nutritive et pulvérisent ainsi les morceaux de calcaire et les transforment en sable fin. Sous l'action des vents et des courants, le sable formé des déjections de ces poissons se dépose en certains points hauts et forme des bancs immergés, des plages ou des îles.
Le point culminant naturel s'élève à 5,1 mètres sur Villingili dans l'atoll Addu, même si l'accumulation des déchets sur l'île-poubelle de Thilafushi en fait désormais la plus haute du pays.

## Niveau des mers
À cause du changement climatique, les îles sont menacées de disparition. Le niveau des mers tendant à s'élever, les îles Maldives disparaîtraient sous les eaux à la fin du XXIe siècle du fait de leur faible altitude. Dès 1989, certaines prévisions annoncent que les Maldives pourraient avoir disparu en 1999 et récemment la date a été repoussée à 2100,. Pour l'instant, l'élévation du niveau de la mer est limitée à 3 mm par an.
Des initiatives sont en cours pour limiter l'érosion.

## Ressources naturelles
Les habitants des Maldives pratiquent la pisciculture, profitant de la situation insulaire. 

## Utilisation des terres
| Terre cultivable | Forêt et bois | Pâture pertinente | Culture pertinente | Autre (information de 1993) |
| ---------------- | ------------- | ----------------- | ------------------ | --------------------------- |
| 10%              | 5%            | 10%               | 20%                | 84%                         |

## Environnement
Les Maldives rencontrent actuellement un problème d'appauvrissement des couches aquifères d'eau douce qui menacent l'approvisionnement en eau. De plus, le blanchiment du récif corallien dû aux phases de réchauffements répétés de l'Océan est un enjeu maritime important.

### Catastrophes naturelles
En raison de leur faible altitude, les Maldives sont particulièrement vulnérables à la montée du niveau de la mer. En décembre 2004, certaines îles ont été gravement touchées par un tsunami. En 2009, le président des Maldives a annoncé l'engagement du pays à renoncer à l'utilisation des énergies fossiles et à atteindre la neutralité carbone d'ici 2020. Cette initiative vise à faire face à la menace que représente l'élévation du niveau de la mer pour l'archipel.

### Accords internationaux
Les Maldives sont signataires de plusieurs accords internationaux, notamment ceux relatifs à la biodiversité, au changement climatique, et au Protocole de Kyoto. Le pays est également engagé dans des accords sur la gestion des catastrophes naturelles et la protection de la couche d'ozone. Bien que les Maldives aient signé la Convention des Nations unies sur le droit de la mer, elles ne l'ont pas encore ratifiée.

## Tourisme aux Maldives
| 1986    | 1996    | 1998    | 1999    |
| ------- | ------- | ------- | ------- |
| 114 000 | 338 000 | 396 000 | 430 000 |

| Europe | Asie | Océanie | Amérique | Afrique |
| ------ | ---- | ------- | -------- | ------- |
| 77%    | 19%  | 2%      | 1,5%     | 0,5%    |